# زبابة الفيل المشطرجة
زبابة الفيل المشطرجة (الاسم العلمي: Rhynchocyon cirnei) (بالإنجليزية: Chequered elephant-shrew)‏ هي نوع من الثدييات تتبع جنس زبابة الفيل المنقارية من فصيلة زبابات الفيل.